# Pichl-Preunegg
Pichl-Preunegg är en tidigare kommun i  distriktet Liezen i förbundslandet Steiermark i Österrike. Den blev den 1 januari 2015 en del av kommunen Schladming.
Kommunen bestod av tre orter (Ortschaften) (inom parentes invånarantal 1 januari 2024):
- Gleiming (145)
- Pichl (582)
- Preunegg (139)